# Schloss Herzogsfreude

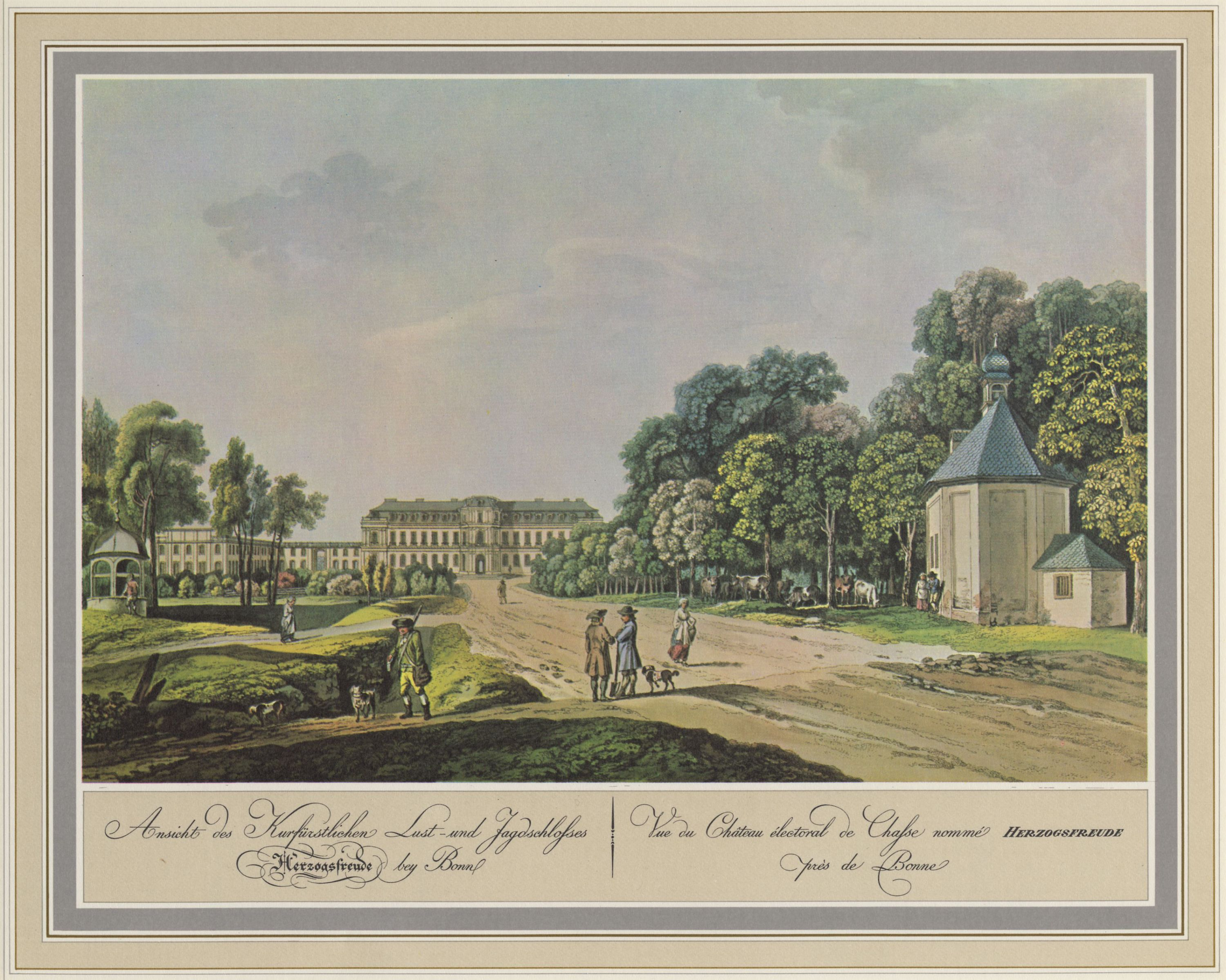
Schloss Herzogsfreude, kolorierte Umrissradierung von Johann Andreas Ziegler nach Laurenz Janscha. Im Vordergrund rechts die später erweiterte Venantiuskapelle

Schloss Herzogsfreude war ein kurkölnisches Jagdschloss im Bonner Ortsteil Röttgen.

## Geschichte

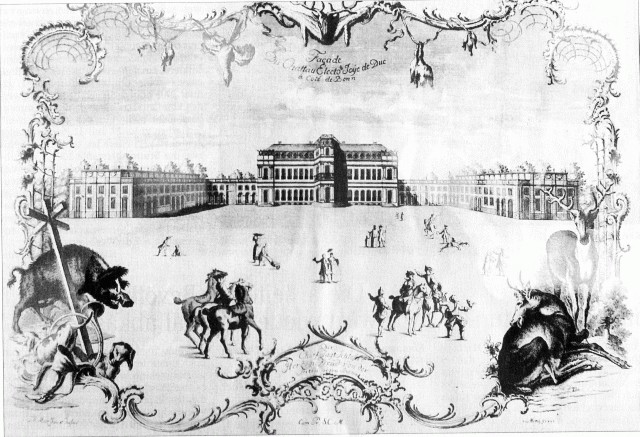
Schloss Herzogsfreude

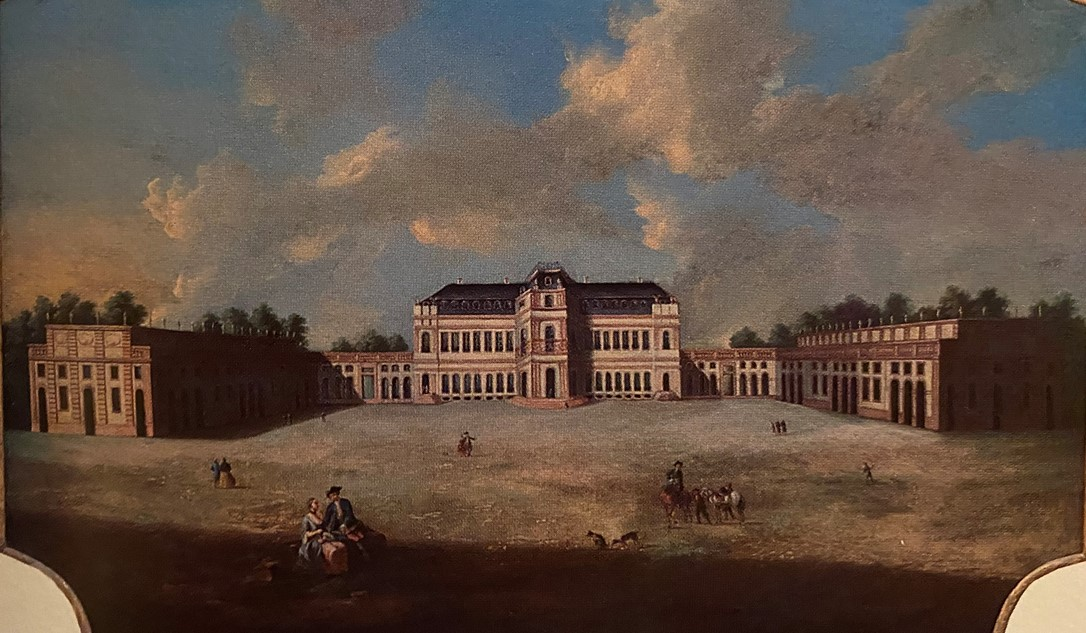
Schloss Herzogsfreude auf ein Supraporte in Schloss Gymnich

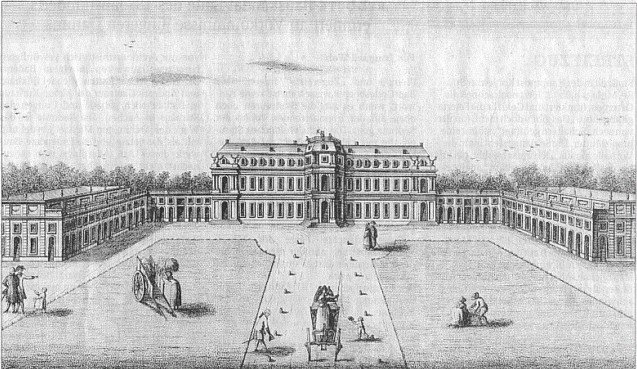
Schloss Herzogsfreude

Das Schloss Herzogsfreude gehört zu den vielen vom Kölner Kurfürsten Clemens August I. von Bayern veranlassten Barockbauten. Das Schloss wurde durch Clemens August in der Zeit von 1753 bis 1755 errichtet. Im Waldgebiet des Kottenforstes gelegen, sollte es als Jagdschloss für die vom Kurfürsten so geliebten Parforcejagden dienen. Zuvor wurde etwa 1727 der Kottenforst erstmals systematisch vermessen, um Alleen für die Parforcejagd anzulegen. Diese meist breiten Alleen wurden schnurgerade aufgeschüttet und wegen des nassen Untergrundes beiderseitig mit Gräben versehen.
Das Schloss von eindrucksvoller Größe – allein das Hauptgebäude ohne die Seitenflügel wies eine Länge von 70 Metern mit 19 Fensterachsen auf – und von dem aus schnurgerade Alleen sternförmig in alle Richtungen ausgingen, wurde zwar fertiggestellt und zum Teil möbliert, jedoch starb der Bauherr Clemens August 1761 und besuchte sein Schloss nicht mehr. Auch seine kurfürstlichen Nachfolger betraten es nicht. Die Folgen der Französischen Revolution, die zur französischen Besetzung des gesamten linksrheinischen Rheinlandes führten, sorgten dafür, dass für kurfürstliche Parforcejagden keine Gelegenheit mehr blieb. 1794 ergriff der letzte amtierende Kurfürst von Köln, Maximilian Franz von Österreich, vor den einmarschierenden französischen Truppen die Flucht. 1803 wurden gemäß dem namenlosen Reichsgesetz, das dem Reichsdeputationshauptschluss Rechtskraft verlieh, alle Fürstbistümer des Heiligen Römischen Reiches aufgelöst.
Eigentümer des leerstehenden Schlosses Herzogsfreude wurde der französische Staat, der es im Juni 1804 öffentlich versteigerte. Erworben wurden „les restes du château des Roetgen“ – wie das amtliche Verkaufsprotokoll vermerkt – von dem Bonner Dachdecker Peter Lander für 3550 Francs. Von diesem wurde das Schloss in den nächsten Jahren abgebrochen. Ziegel, Steine, Bodenbeläge, die Kupferbedachung und weitere Baumaterialien wurden verkauft. Ein großer Teil der Steine wurde für den Ausbau der Zitadelle Wesel verwendet. 1810 war das Schloss bereits fast ganz verschwunden.
Kastellan des Schlosses war der kurkölnische Oberforstmeister Franz Stephan Ostler (1716–1782).

## Überreste und Andenken
Heute sind keine Ruinen oder Überreste mehr zu sehen. Lediglich das für die Parforcejagd angelegte Wegenetz durch den Kottenforst, das mit dem Schlossbau entstandene Jägerhäuschen, das heute durch die Forstverwaltung genutzt wird, und die an der Reichsstraße gelegene Sankt-Venantius-Kapelle, die ebenfalls von Clemens August I. errichtet wurde, sind erhalten geblieben.
Im heutigen Röttgen erinnert daher nicht mehr viel an das Schloss Herzogsfreude. Außer den Straßennamen „Schlossplatz“, „Kurfürstenplatz“ und „Herzogsfreudenweg“ findet man als Überreste des ehemaligen kurfürstlichen Schlosses lediglich Teile des ehemaligen Kellergewölbes, die heute unter einigen Privathäusern zu finden sind. Außerdem sollen Bauteile des Schlosses bei der Errichtung des Forsthauses in Röttgen verwendet worden sein.
Seit 1984 befindet sich auf dem Schlossplatz in Röttgen ein kleines Denkmal, das in Form eines Bronzemodells an das ehemalige Schloss Herzogsfreude erinnert.

## Weitere Schlossbauten Clemens Augusts I.
Clemens August I. ließ neben dem Schloss Herzogsfreude den Neubau des Poppelsdorfer Schlosses vollenden (1715–1740) sowie die Schlösser Augustusburg und Falkenlust in Brühl (1723–1746) als Jagd- und Sommerschlösser, das Schloss Clemenswerth im emsländischen Sögel (1737–1747) und das nur teilweise verwirklichte Schloss Liebenburg bei Goslar (1754–1760) errichten. Daneben ließ er im Zeitraum 1751–1757 durch den Bonner Baumeister Michael Leveilly nach Plänen von François de Cuvilliés dem Älteren das Kurfürstliche Schloss um das Koblenzer Tor erweitern. Das Jagdschloss Entenfang in Wesseling wird ihm wohl fälschlicherweise zugeschrieben.